# Normativ-ontologisch
Als normativ-ontologisch werden verschiedene Ansätze in der Politischen Wissenschaft bezeichnet, die in ihrer wissenschaftstheoretischen Positionierung von der Existenz eines absoluten Seins, einer (einzigen) Wahrheit und einer Moral ausgehen und dabei versuchen, normative Aussagen zu formulieren.
Auf dieser Grundlage versuchen Wissenschaftler dieser Forschungsrichtung mittels wissenschaftlicher Methoden nicht nur die Realität zu beschreiben und zu erklären, sondern auch das, was sein soll, zu finden. Letzteres sei möglich, weil von der Betrachtung der Seinsordnung der Welt (und der Stellung des Menschen in dieser) praktische Handlungsregeln für das menschliche Zusammenleben abgeleitet werden könnten. Diese Möglichkeit wird dagegen von Vertretern empirisch-analytisch arbeitender Ansätze bestritten (Humes Gesetz, Wiener Kreis).